# Rifugio Achille Papa
Das Rifugio Generale Achille Papa (auch kurz Rifugio Achille Papa oder nur Rifugio Papa, deutsch Papa-Hütte) ist eine Schutzhütte der Sektion Schio des Club Alpino Italiano (CAI).

## Lage und Umgebung
Das Rifugio Papa liegt im nördlichen Gemeindegebiet von Valli del Pasubio in der Provinz Vicenza. Es wurde im östlichen Bereich des Pasubio an der sog. Porte di Pasubio (deutsch Tore des Pasubio) am oberen Rand des Val Canale auf 1928 m s.l.m. errichtet. An der Hütte führt die Strada degli Eroi (deutsch Straße der Helden) vorbei, die nur wenige Meter weiter auf die Strada degli Scarubbi trifft. Bei der Schutzhütte endet auch die Strada delle 52 Gallerie.
Die Papa-Hütte wird sowohl vom Europäischen Fernwanderweg E5 als auch vom Sentiero della Pace (deutsch Friedensweg) berührt.

## Geschichte
Die ersten Pläne für den Bau einer Schutzhütte auf dem Pasubio gab es bereits 1907. Verwirklicht wurden sie allerdings erst nach dem Ersten Weltkrieg, als die Sektion Schio des CAI daran ging, eine Hütte zum Gedenken der auf dem Pasubio gefallenen Soldaten zu errichten.
Bei der Auswahl eines eventuellen Standortes zog man in Erwägung, auch auf bestehende Bauten zurückzugreifen, die der Krieg hier zahlreich hinterlassen hatte.
Im September 1921 war schließlich ein geeigneter Standort südlich der Porte di Pasubio, an der Stelle eines ehemaligen italienischen Barackenlagers gefunden. Eine noch gut erhaltene zweistöckige Steinbaracke sollte dabei als zukünftige Schutzhütte genutzt werden und noch vor Wintereinbruch 1921 begann man mit den ersten Umbauarbeiten.
Am 6. Juli 1922 wurde die Schutzhütte, damals noch als Rifugio Pasubio bezeichnet, unter Anwesenheit mehrerer tausend Personen eingeweiht. Die Hütte erwies sich jedoch bald als zu klein und auch die Wahl, auf ein bereits bestehendes Gebäude zurückzugreifen, stellte sich im Nachhinein eher als ein Nachteil heraus, da An- und Umbauten sich an der bestehenden Bausubstanz orientieren mussten.
Bereits 1925 wurde über die erste Erweiterung nachgedacht, diese zwischen 1926 und 1928 in Angriff genommen und das erweiterte Rifugio im Mai 1929 eröffnet. Damit legte die Hütte auch ihren bislang provisorischen Status ab und ein erster Hüttenwirt mit geregelten Öffnungszeiten übernahm die Hütte.

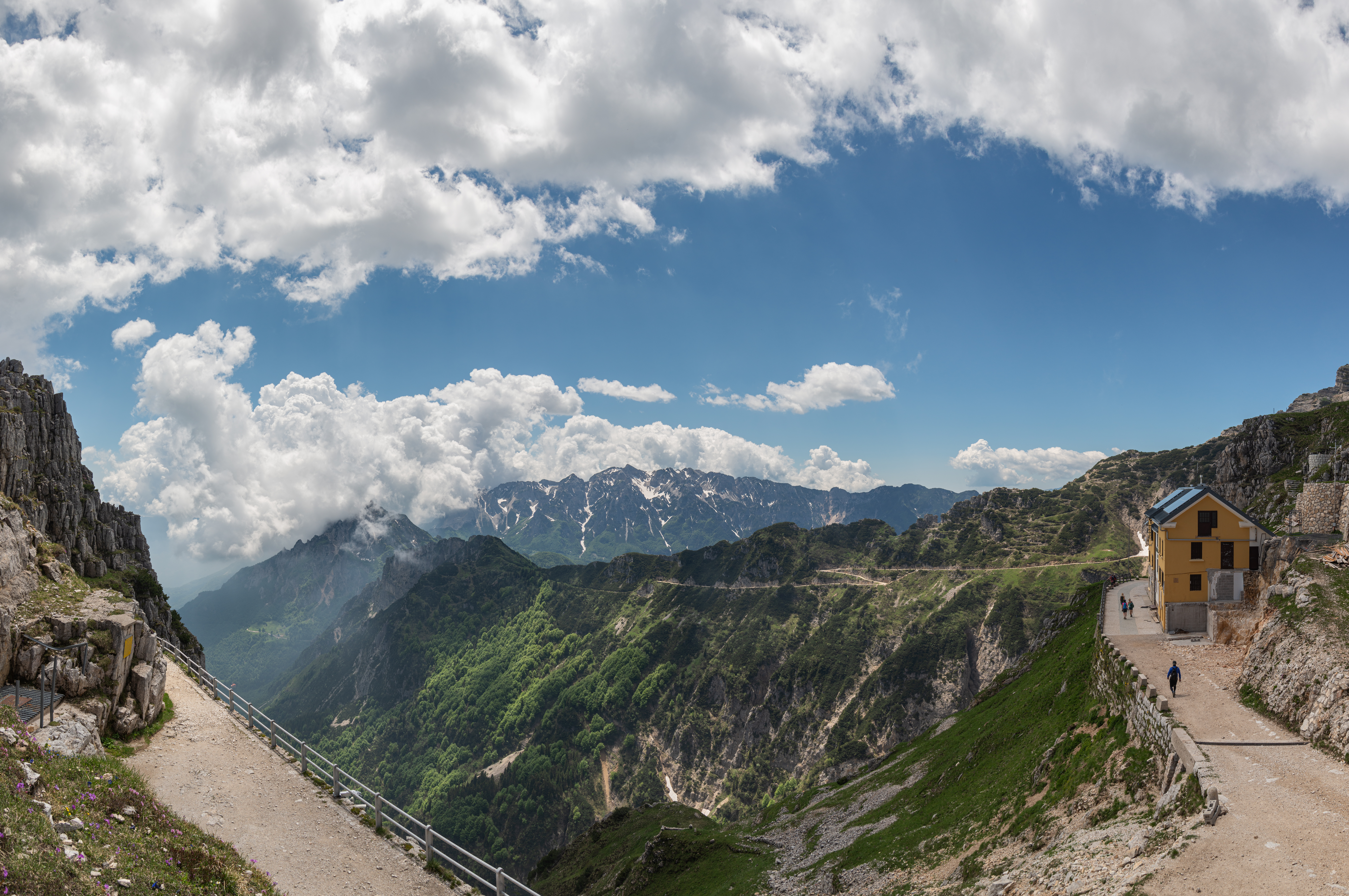
Das Rifugio Achille Papa mit dem Val Canale, der Strada degli Eroi und der Caregagruppe im Hintergrund

Der von der faschistischen Regierung betriebene Totenkult um die Gefallenen des Ersten Weltkrieges führte 1935 dazu, dass man mit den Planungen zu einem weiteren Ausbau der Schutzhütte begann. Die Arbeiten am dritten Flügel zogen sich von 1937 bis 1939 hin. 1937 erhielt das Rifugio auch seinen heutigen Namen: Rifugio Generale Achille Papa. Benannt nach dem Kommandanten der italienischen Infanteriebrigade Liguria, die auf dem Pasubio von 1916 bis 1917 eingesetzt war und deren Veteranen zu den größten Unterstützern des Ausbaus zählten. Zu einer offiziellen Übergabe des Rifugio Papa, die für 1940 geplant war, kam es aufgrund des italienischen Kriegseintrittes allerdings nicht mehr.
Zwischen 1962 und 1964 fanden verschiedene Umbauten statt, unter anderem wurde das Biwak Marzotto-Sacchi etwas oberhalb der eigentlichen Schutzhütte errichtet, das bis heute als Winterraum dient. In der Folgezeit wurde insbesondere die Versorgung mit Wasser, die in dem karstähnlichen Gelände schwierig ist, durch das Anlegen von zusätzlichen Wasserzisternen und Auffangbecken verbessert. 1998 wurde ein weiterer einstöckiger Anbau fertig gestellt, der als Terrasse und Lagerraum dient. 2003 wurde das Biwak restauriert und neue Stromgeneratoren installiert sowie die Abwasserentsorgung nach neuen nachhaltigen Kriterien umgebaut. 2022 wurde ein weiterer Anbau an der Ostseite fertiggestellt. Das in den letzten 15 Jahren gestiegene Interesse für den Pasubio, nach Angaben der Sektion Schio des CAI begehen allein die Strada delle 52 Gallerie etwa 50.000 Wanderer im Jahr, machten den Bau nötig. In dem Neubau sind ausschließlich Einrichtungen für die Versorgung der Schutzhütte wie Küche, Vorratsräume oder Unterkünfte für Hüttenwirt und Personal untergebracht.
Die verschiedenen Anbauphasen der Hütte lassen sich auch heute an der vorhandenen Bausubstanz nachvollziehen. So ist der älteste Teil, der am östlichsten gelegene, dem westlich davon der erste Anbau von 1929, dann der von 1939 folgen. Dem ältesten Gebäudeteil schließt sich seit 2022 ein weiterer Neubau östlich an.

## Zugänge
- Vom Passo Pian delle Fugazze, 1162 m ⊙ auf der Strada degli Eroi, Weg 179, 339 (2 Stunden 30 Minuten)
- Von Bocchetta Campiglia, 1216 m, ⊙ auf der Strada degli Scarubbi, Weg 370 (2 Stunden 45 Minuten)
- Von Bocchetta Campiglia, 1216 m, ⊙ auf der Strada delle 52 Gallerie, Weg 366 (3 Stunden)
- Vom Rifugio Balasso, 983 m, ⊙ auf Weg 300A, 300 (2 Stunden 45 Minuten)

## Nachbarhütten und Übergänge
- Zum Rifugio Vincenzo Lancia, 1825 m ⊙ auf Weg 105 oder 120 in 2,5 bis 3 Stunden
- Zum Passo della Borcola, 1219 m ⊙ auf Weg 120, 147 in 3 Stunden

## Gipfelbesteigungen
- Cima Palon, 2232 m ⊙ 50 Minuten, Weg 105
- Dente Italiano (deutsch italienische Platte), 2220 m ⊙ 1 Stunde, Weg 105
- Dente Austriaco (deutsch österreichische Platte), 2203 m ⊙ 1 Stunde 10 Minuten, Weg 105
- Soglio dell’Incudine, 2114 m ⊙ 1 Stunde, Weg 105, 398